# 비녜스빙엔 전투
비녜스빙엔 전투(노르웨이어: Kampene i Vinjesvingen)는 1940년 5월 노르웨이 전역이 진행되는 기간 노르웨이 텔레마르크주에서 일어난 전투이다. 이 전투는 제2차 세계 대전 동안 헤그라 요새 전투와 함께 남부 노르웨이에서 노르웨이군이 마지막으로 저항했던 두 요새 중 하나의 요새였다.

## 전투 이전
토르 O. 헤네비그 소위 의 지휘 하에 있던 이 노르웨이군은 1940년 5월 5일까지 더 우세했던 독일군의 상대로 요새를 지켰다. 헤네비그는 독일군 바로 옆에 있던 창고에서 몰래 덴마크군의 무기, 장비, 연료 등을 비축하고 관리했다. 이 장비들은 텔레마르크 주의 비네와 베길에서 구입한 것으로 헤네비그가 텔레마르크 보병 연대라고 알려진 부대를 무장했다. 노르웨이군의 계획은 서부로 향하는 텔레마르크주와 세테스달(Setesdal)로 오는 독일군을 방어하고 서부의 연합군의 지원을 받는 것이었다.

## 노르웨이군의 장비
노르웨이군은 크라그-예르겐센 볼트 액션 소총에 의지했고, 마드센 경기관총, 브라우닝 M1917 중기관총, 81mm 박격포와 도로와 교량을 파괴하기 위한 지뢰 및 폭발물을 갖추고 있었다.

## 전투
이 지역에 대한 전체 동원이 시작되고, 약 300명의 병력이 모였지만 이 수는 계속 바뀌었다. 노르웨이군은 주로 소화기와 급조폭발물로 무장한 매복 작전으로 몇몇 전투를 치렀다. 노르웨이 수비군은 종종 지역의 도로 및 교량을 파괴하여 독일군 전진을 늦추었다.
주요 전투는 5월 3일부터 5일까지 치러졌다. 거대한 독일군이 이 지역으로 접근했지만, 독일군의 손실은 상당했다. 노르웨이 남부 전체가 독일군이 점령했다는 것을 알았을 때, 온달스네스에서 전투하던 연합군은 서부로 더 이상 전진하지 않았으며, 헤네비그는 항복 협상을 시작했다. 비니에스빙엔 전투는 점령 기간 동안 상당한 상징적인 영향을 주었으며, 나쁜 점령보다 더욱 도덕적 우월심을 주게 되었다. 그러나, 노르웨이의 나머지 지역에서는 이 전투에 대해 알려지지 않았다.